# Wicegubernatorzy Georgii
Wicegubernator stanu Georgia (ang. Lieutenant Governor of Georgia) wybierany jest na cztery lata wraz z gubernatorem, aczkolwiek, inaczej niż w większości stanów, na oddzielnych listach (przez co dwaj najważniejsi przedstawiciele stanowej władzy wykonawczej mogą wywodzić się z rywalizujących ugrupowań).
Wicegubernator jest pierwszą osobą w linii sukcesji. Gdyby urzędujący gubernator ustąpił ze stanowiska, zmarł lub został usunięty, wtedy on zostaje nowym gubernatorem, jak gdyby sam został wybrany, do czasu wygaśnięcia mandatu w przepisowym terminie. Notabene nigdy to się jeszcze nie zdarzyło. Jest też z urzędu przewodniczącym stanowego senatu.
Urząd ten utworzono po rewizji stanowej konstytucji w 1946. Przedtem nie istniał.

## Lista
1. Melvin E. Thompson (demokrata), 1947–1948
2. Marvin Griffin (demokrata), 1949–1954
3. Ernest Vandiver (demokrata), 1955–1958
4. Garland T. Byrd (demokrata), 1959–1962
5. Peter Zack Geer (demokrata), 1963–1966
6. George T. Smith (demokrata), 1967–1970
7. Lester Maddox (demokrata), 1971–1974
8. Zell Miller (demokrata), 1975–1990
9. Pierre Howard (demokrata), 1991–1998
10. Mark Taylor (demokrata), 1999–2007
11. Casey Cagle (republikanin), od 2007